# Sciomyza infuscata
Sciomyza infuscata är en tvåvingeart som beskrevs av Wulp 1897. Sciomyza infuscata ingår i släktet Sciomyza och familjen kärrflugor. Inga underarter finns listade i Catalogue of Life.